# 托马什·武伊托维奇
托馬什·格雷戈爾茨·武伊托維奇（波蘭語：Tomasz Grzegorz Wójtowicz，1953年9月22日—2022年10月24日）是一名波蘭男子排球運動員。他曾代表波蘭參加1976年和1980年夏季奧林匹克運動會排球比賽，其中在1976年奧運會獲得一枚金牌。在晚年生活中，他作為排球評論員工作。
武伊托維奇被認為是世界上最早開始從後排進攻的排球運動員之一。2001年，他被國際排球聯合會列為世界八大排球運動員之一。2002年，他成為第一位入選排球名人堂的波蘭排球運動員。2021年，他被授予指揮官十字級波蘭復興勳章。
2022年10月24日，武伊托維奇在長期患病後逝世，享年69歲。

## 外部連結
- 托马什·武伊托维奇在国际奥林匹克委员会的资料
- 托马什·武伊托维奇在Olympedia的个人资料和比赛数据
- 托馬什·武伊托維奇 （页面存档备份，存于）在LegaVolley.it的資料 （義大利語）
- 托馬什·武伊托維奇 （页面存档备份，存于）在Volleyhall.org的資料
- 托馬什·武伊托維奇 （页面存档备份，存于）在Volleybox.net的資料